# 石川駿
石川 駿（いしかわ しゅん、1990年〈平成2年〉5月26日 - ）は、滋賀県草津市出身の元プロ野球選手（内野手）、元社会人野球指導者。元大学野球指導者右投右打。現大学院生。

## 経歴

### プロ入り前
三人兄弟の第二子として育ち、草津市立草津第二小学校在学中に日の出ファイターズへ入団し軟式野球を始め、草津市立草津中学校では軟式野球部に投手として所属していた。
高校は滋賀県立北大津高等学校へ入学し、硬式野球に転向。入部後は野手転向し1年夏からレギュラーとなり主に7番打者で出場し、同年秋季大会準決勝で則本昂大擁する滋賀県立八幡商業高等学校に勝利するも決勝で小熊凌祐擁する近江高等学校に敗れ、準優勝で秋の近畿大会に出場してベスト4となった。2年からは4番セカンドとして定着し、春に第79回選抜高等学校野球大会へ出場、初戦で3安打1打点2得点の活躍を見せたが初戦敗退となった。同年夏は滋賀大会決勝で近江高に敗れ準優勝だったものの、以降主将となり同年秋季滋賀大会で準優勝、近畿大会ベスト8となり、翌3年春に第80回選抜高等学校野球大会に出場した。初戦突破し2回戦で倉本寿彦、土屋健二、筒香嘉智らを擁する横浜高校戦では4番として出場し6回裏に土屋から大会通算600号の記念ホームランを放ち、滋賀県勢として横浜高校に初勝利するも3回戦で敗れた。同年春季大会は3回戦敗退、夏の滋賀大会は初戦の石部高等学校との試合中に左手首付近に死球を受け負傷退場し、その後左尺骨骨折で全治1カ月と診断され離脱した。チームは準々決勝で敗退し夏の甲子園出場は果たせなかった。高校通算49本塁打を記録したがプロ志望届は提出しなかった。
高校卒業後は明治大学政治経済学部に進学し、硬式野球部に入部する。しかし1年時は前年の手首の骨折の影響、2年時は春に左ひざ靭帯損傷、3年時には打球が左目に当たり損傷による視力低下などのケガに苦しんだ。3年時の2012年3月15日に行われた阪神タイガースとのプロアマ交流戦ではロバート・ザラテから3ラン本塁打を放つなどの活躍をみせ頭角を現した。4年春から副将に就任しに、同シーズンにようやくリーグ戦初出場を果たし、三塁のレギュラーとなると、打率はリーグ8位タイの.321、2本塁打、13打点を記録する。4年秋は再びケガに苦しみ5試合の出場に終わり、プロ志望届けは提出しなかった。リーグ通算20試合に出場、66打数20安打、打率.303、2本塁打、13打点、1盗塁を記録。大学時代のチームメイトは2学年上に荒木郁也、1学年上に野村祐輔、阿部寿樹、島内宏明、柴田章吾、同学年に上本崇司、1学年下に岡大海、関谷亮太、2学年下に山﨑福也、糸原健斗、福田周平、3学年下に上原健太、坂本誠志郎、髙山俊などがおり、阿部とはプロ入り後再びチームメイトとなっている。在学時コーチだった松岡功祐もプロ入り後再び同じチームに所属している。
大学卒業後はJX-ENEOSへ入社し、背番号2番でプレーすることになる。しかし入社してすぐ急性虫垂炎で入院し離脱した。第84回都市対抗野球大会では2回戦で2本塁打を放ち、決勝ではのちのチームメイトとなる阿知羅拓馬や石岡諒太が所属するJR東日本硬式野球部に勝利し優勝に貢献するなど、大会中打率.400、3本塁打、7打点の成績を残し若獅子賞と二塁手部門の大会優秀選手を受賞する。第39回社会人野球日本選手権大会にも出場したが秋吉亮や足立祐一が所属するパナソニック野球部に敗れて初戦敗退だった。翌年の第85回都市対抗野球大会では準決勝で敗退となった。8月21日に行われた神奈川県野球交流戦決勝戦では逆転につながる犠飛を放つなどの活躍で初優勝に貢献した。9月には仁川アジア大会の野球日本代表に選ばれ出場した。
2014年プロ野球ドラフト会議にて中日ドラゴンズから4位指名を受け入団。背番号は9に決まった。JX-ENEOSでは、ともに仁川アジア大会に出場した井領雅貴も中日から6位指名を受け、入団している。三上朋也は1年間、大城基志は2年間チームメイトであった。

### 中日時代
2015年は、春季キャンプは北谷公園野球場で行われた一軍キャンプに帯同し、3月2日に行われたオープン戦では初スタメンでチームの新人第一号となるホームランを放ったが、開幕前に腰痛を発症し離脱する。1ヶ月半のリハビリを経て復帰するが復帰初日に打球を受け左鎖骨周辺の上部肋軟骨を骨折する怪我が相次ぎ、同期生で唯一一軍出場できず二軍戦でも19試合で2安打という成績に終わり、11月20日の契約更改では25％ダウン提示でサインした。
2016年は春季キャンプは読谷平和の森球場で行われた二軍キャンプスタートだったものの、6月7日に一軍初登録され、翌日地元関西の京セラドーム大阪で一軍初出場を果たすもノーヒット、6月11日には初犠打を決めたが結局ノーヒットのまま6月15日に出場選手登録抹消された。7月1日にはフレッシュオールスターゲームへ選出され、1安打を放った。その後は一軍登録されずシーズンを終え、10月には2年連続でフェニックス・リーグへ参加した。11月11日には100万円ダウンの推定年俸650万円で2年連続ダウン更改した。
2017年も春季キャンプから二軍だったが、3月に一軍合流し、オープン戦で結果を残し自身初の開幕一軍登録を果たすも、5打数ノーヒットで4月10日に登録抹消された。その後は長らく一軍登録されず、9月30日に一軍再登録され、10月3日の対横浜DeNAベイスターズ戦（横浜スタジアム）で一軍初安打、さらに一軍初猛打賞も記録した。10月10日の対阪神タイガース戦（阪神甲子園球場）でこの日が引退試合となった安藤優也から左翼ポール際に一軍初本塁打を放ち、同時に一軍初打点を記録した。試合翌日10月11日には宮崎に移動し3年連続でフェニックス・リーグへ参加し、同年11月22日の契約更改では現状維持の推定650万円でサインした。12月30日には自身が小中学生時代にプレーした草津グリーンスタジアムで野球教室を開催し、同日KUSATSU BOOSTERSへの加入と委嘱式が行われた。
2018年は3年ぶりに一軍キャンプスタートだったが2月下旬に怪我で離脱し、4月上旬に実戦復帰を果たす。7月7日に同年一軍初登録され、7月9日に代打出場したものの安打は放てず、以降は試合出場することなく7月18日に登録抹消された。同日ウエスタン・リーグの試合に出場したが、守備中の打球処理の際に脱臼し、シーズン終了まで実戦復帰はなかった。その後リハビリを経て10月に4年連続で参加したフェニックス・リーグで実戦復帰を果たしたが、11月24日の契約更改では一軍出場1試合に終わったこともあり50万円ダウンの600万円で契約更改した。
2019年も2年連続で一軍キャンプキャンプスタートだったが、二軍の内野手不足によりキャンプ終了後に二軍合流となった。5月3日に一軍初登録されたが5打数ノーヒットで5月23日に抹消された。ウエスタン・リーグで首位打者に到達していた9月19日に一軍再登録された。9月25日に代打出場し、2年ぶりの安打で、一軍初となる適時三塁打を放つも、同年の一軍安打はこの一本に終わった。9月27日のウエスタン・リーグ全日程終了に伴い打率.317で首位打者、出塁率.368で最高出塁率のタイトルが確定した。10月からは5年連続でフェニックス・リーグに参加したものの、秋季キャンプは主力メンバーの集まる北谷組から外された。11月9日に契約更改し、現状維持の600万円でサインした。11月26日にNPB AWARDSに初参加し、前述の首位打者と最高出塁率及びウエスタン・リーグ優秀選手賞の表彰を受けた。
2020年も3年連続一軍キャンプキャンプスタートで、オープン戦も一軍帯同したものの開幕延期となった。6月から再開された練習試合からも一軍帯同を続けた。6月4日に軽度の熱中症との診断、6日に腰の違和感と張りのため、病院に向かうといったアクシデントに見舞われたがその影響もなく3年ぶりの開幕一軍を掴み取った。代打や途中出場起用が多かったなか6月28日に大学の後輩でもある森下暢仁からシーズン公式戦初安打と初打点を記録した。7月14日の対横浜DeNAベイスターズ戦（ナゴヤドーム）では6番・二塁手として3年ぶりのスタメン出場。2打数1安打1死球を記録するも、4回の守備でショートゴロで併殺をとろうと遊撃手からボールを転送された際、二塁を踏み損ね、一度は併殺崩れで一塁ランナーのみアウトの判定だったが、リプレイ検証で全てセーフに判定が覆った。試合後、監督の与田剛は「明らかにやってはいけないプレー」「次にそういうプレーをしないように反省しないといけない」と話した。スタメン出場はこの1試合のみで打席に立つ機会は少ないながらも、11試合に出場して打率3割を維持していた。しかし、左手首痛のため7月20日に病院で検査を受けたところ、左手軟骨損傷と診断され、翌7月21日に登録を抹消された。8月9日にタマホームスタジアム筑後で行われたウエスタン・リーグ公式戦で守備での実戦復帰を果たし、同月下旬には故障が癒え始めたと報道されていた。しかし、8月9日以降の出場は9月17日にナゴヤ球場でおこなわれた公式戦に守備出場したのみで、この年のウエスタン・リーグ公式戦への出場はこの2試合のみ。打席に立つこともなく、一軍復帰の目途が立たずにいた。11月3日、球団より戦力外通告を受け、同日には「野球はお腹いっぱいです」「野球を引退して次の道を進もうと思う」と現役引退を表明した。その後選手としては12月2日付けで自由契約が公示された。

### 中日退団後
自由契約後の去就は当初公にされてなかったが、2020年度の学生野球資格回復研修を受講し、2021年2月5日に日本学生野球協会から資格回復を認定したと発表され、学生野球の指導が可能となった。4月1日に同年春からは柔道整復師の資格を取得するため東京柔道整復専門学校に通い、週末には野球指導者として活動をする予定であると報道され、翌日4月2日には現役引退を撤回し社会人野球チームのロキテクノ富山に選手兼任コーチ補佐として入団した事が発表された。背番号は中日時代にちなむ99。去就報道後は、大学時代以来となる東京都へ移住および平日は主に専門学校生、週末は富山県で野球活動を行うことを自身のインスタグラムでも公表している。ロキテクノ富山に入団した経緯は、中日退団後に複数チームからのオファーを当初はすべて断ったが伊東大輔の熱意に負けて入団に至ったことを明かしている。入団後は選手兼任の肩書を持つが実際はほぼコーチ業に専念しており、同年の都市対抗北信越地区予選では準決勝でバイタルネットに敗れ都市対抗出場はならなかった。その後、当年限りでロキテクノ富山を退団している。
2023年時点では柔道整復師の資格取得を目指す傍ら東邦高等学校野球部の臨時コーチや東都リーグに所属している国士舘大学野球部のコーチを務めている。
2024年から順天堂大学大学院スポーツ健康科学部に入学しスポーツ医学研究室に入室し「投球障害」について研究している。

## 選手としての特徴・人物
ヘッドを効かせたスイングで広角にライナー性の打球を飛ばす右の強打者。積極的な打撃が持ち味。当時のスカウト部長だった中田宗男から「パワーに加えて、バットのヘッドの使い方がうまい。相当本塁打を打つよ。チームで一番打つ可能性がある」「即戦力のトップクラス」と絶賛された。
あこがれのプロ野球選手は北大津の先輩にあたる中西健太で、過去に一緒に練習を行っていた。
現役引退表明時、指導を受けた落合博満、加藤秀司、小笠原道大の3人に感謝の気持ちを示し、「この世界に入ったから出会えました」と有り難がった。
2016年よりドームと契約しアンダーアーマー用具を使用している。変更した理由は同じくアンダーアーマー用具を使用している同郷の松田宣浩の影響を受けてのことだった。
東京柔道整復専門学校在学中に受けたインタビューでは、柔道整復師転向を目指したきっかけはJX-ENEOS時代のコーチが柔道整復師に転向し開業しており、その人物からの助言だったと公言している。

## 詳細情報

### 年度別打撃成績
| 年 度    | 球 団    | 試 合 | 打 席 | 打 数 | 得 点 | 安 打 | 二 塁 打 | 三 塁 打 | 本 塁 打 | 塁 打 | 打 点 | 盗 塁 | 盗 塁 死 | 犠 打 | 犠 飛 | 四 球 | 敬 遠 | 死 球 | 三 振 | 併 殺 打 | 打 率 | 出 塁 率 | 長 打 率 | O P S |
| -------- | -------- | ----- | ----- | ----- | ----- | ----- | -------- | -------- | -------- | ----- | ----- | ----- | -------- | ----- | ----- | ----- | ----- | ----- | ----- | -------- | ----- | -------- | -------- | ----- |
| 2016     | 中日     | 2     | 6     | 5     | 0     | 0     | 0        | 0        | 0        | 0     | 0     | 0     | 0        | 1     | 0     | 0     | 0     | 0     | 2     | 0        | .000  | .000     | .000     | .000  |
| 2017     | 中日     | 9     | 17    | 17    | 1     | 6     | 0        | 0        | 1        | 9     | 1     | 0     | 0        | 0     | 0     | 0     | 0     | 0     | 5     | 0        | .353  | .353     | .529     | .882  |
| 2018     | 中日     | 1     | 1     | 1     | 0     | 0     | 0        | 0        | 0        | 0     | 0     | 0     | 0        | 0     | 0     | 0     | 0     | 0     | 0     | 0        | .000  | .000     | .000     | .000  |
| 2019     | 中日     | 8     | 8     | 8     | 0     | 1     | 0        | 1        | 0        | 3     | 3     | 0     | 0        | 0     | 0     | 0     | 0     | 0     | 3     | 0        | .125  | .125     | .375     | .500  |
| 2020     | 中日     | 11    | 13    | 10    | 0     | 3     | 0        | 1        | 0        | 5     | 2     | 0     | 0        | 0     | 0     | 1     | 0     | 2     | 3     | 0        | .300  | .462     | .500     | .962  |
| NPB：5年 | NPB：5年 | 31    | 45    | 41    | 1     | 10    | 0        | 2        | 1        | 17    | 6     | 0     | 0        | 1     | 0     | 1     | 0     | 2     | 13    | 0        | .244  | .295     | .415     | .710  |

### 年度別守備成績
| 年 度 | 球 団 | 三塁  | 三塁  | 三塁  | 三塁  | 三塁  | 三塁     | 一塁  | 一塁  | 一塁  | 一塁  | 一塁  | 一塁     | 二塁  | 二塁  | 二塁  | 二塁  | 二塁  | 二塁     |
| 年 度 | 球 団 | 試 合 | 刺 殺 | 補 殺 | 失 策 | 併 殺 | 守 備 率 | 試 合 | 刺 殺 | 補 殺 | 失 策 | 併 殺 | 守 備 率 | 試 合 | 刺 殺 | 補 殺 | 失 策 | 併 殺 | 守 備 率 |
| ----- | ----- | ----- | ----- | ----- | ----- | ----- | -------- | ----- | ----- | ----- | ----- | ----- | -------- | ----- | ----- | ----- | ----- | ----- | -------- |
| 2016  | 中日  | 2     | 4     | 2     | 0     | 0     | 1.000    | -     | -     | -     | -     | -     | -        | -     | -     | -     | -     | -     | -        |
| 2017  | 中日  | 1     | 0     | 0     | 0     | 0     | .---     | 1     | 9     | 0     | 0     | 0     | 1.000    | 3     | 4     | 3     | 0     | 1     | 1.000    |
| 2019  | 中日  | -     | -     | -     | -     | -     | -        | 1     | 3     | 0     | 0     | 0     | 1.000    | -     | -     | -     | -     | -     | -        |
| 2020  | 中日  | 1     | 0     | 2     | 0     | 0     | 1.000    | 1     | 0     | 0     | 0     | 0     | ----     | 2     | 3     | 3     | 1     | 1     | .857     |
| 通算  | 通算  | 4     | 4     | 4     | 0     | 0     | 1.000    | 3     | 12    | 0     | 0     | 0     | 1.000    | 5     | 7     | 6     | 1     | 2     | .929     |

### 記録
- 初出場・初先発出場 ：2016年6月8日、対オリックス・バファローズ2回戦（京セラドーム大阪）、8番・三塁手で先発出場
- 初打席：同上、2回表に松葉貴大から三直
- 初安打：2017年10月3日、対横浜DeNAベイスターズ24回戦（横浜スタジアム）、2回表に綾部翔から左前安打
- 初本塁打・初打点：2017年10月10日、対阪神タイガース25回戦（阪神甲子園球場）、8回表に安藤優也から左越ソロ

### 背番号
- 9 （2015年 - 2020年）

### 登場曲
- 「Troublemaker」嵐 （2019年）
- 「Bolero!」嵐（2020年）

### 代表歴
- 2014年アジア競技大会 野球日本代表